# هیئت حسینی بالا
بنای هیئت حسینی بالا مربوط به اواخر دوره قاجار - اوایل دوره پهلوی است و در شهرستان داورزن، بخش مرکزی، روستای مزینان واقع شده و این اثر در تاریخ ۲۷ بهمن ۱۳۸۲ با شمارهٔ ثبت ۱۰۹۰۴ به‌عنوان یکی از آثار ملی ایران به ثبت رسیده است.